# Zalun
Zalun är en kommun i Myanmar.   Den ligger i regionen Ayeyarwady, i den södra delen av landet, 260 km söder om huvudstaden Naypyidaw. Antalet invånare är 179 381.